# Zawiesiuchy
Zawiesiuchy – wieś sołecka w Polsce położona w województwie mazowieckim, w powiecie mińskim, w gminie Stanisławów.
W latach 1975–1998 miejscowość administracyjnie należała do województwa siedleckiego.
We wsi dwór murowany z przełomu XIX/XX wieku.
Wierni Kościoła rzymskokatolickiego należą do parafii św. Katarzyny w Pustelniku.